# Кашлюк
Кашлю́к, також коклю́ш (лат. pertussis; англ. whooping cough) — гостра антропонозна повітряно-крапельна бактерійна інфекційна хвороба, найхарактернішою ознакою якої є періодичний спазматичний (судомний, затяжний) кашель з репризами. Кашлюк залишається основною причиною захворюваності та летальності дітей молодше 3 років. Прогноз повного одужання від коклюшу сприятливий у дітей старше 3-х місяців, у молодших від 3-х місяців летальність сягає 1-3 %. 27 % немовлят з тих, які хворіють на кашлюк, мають його тяжку форму.
Назва «коклюш» походить від фр. coqueluche, утвореним від лат. cucullus («чепчик для немовляти, кукіль»), зближеним з фр. coq («півень», з огляду на те, що кашель схожий на його крик). «Кашлюк» — результат зближення запозиченого слова «коклюш» з основою іменника «кашель» під впливом народної етимології.
До широкого поширення вакцини в 1950-х роках кашлюк був однією з найпоширеніших хвороб. У 2018 році в світі зареєстровано більше 151 тисячі хворих.. При цьому вакцинація запобігає захворюванню, але вакциновані люди можуть залишитися носіями збудника хвороби та здатні заражати невакцинованих, унаслідок чого ті ризикують захворіти. Існує величезна кількість доказів того, що батьки, старші брати і сестри є основним джерелом кашлюку для немовлят. Захворюваність на кашлюк у підлітків і дорослих зросла, і це може бути причиною збільшення кількості випадків, які реєструються у немовлят у деяких країнах. Дослідження показали, що 35-55 % випадків кашлюку у немовлят можна було б запобігти, якщо підтримувати або посилювати імунітет до кашлюку у батьків.
В Україні упродовж першого півріччя 2024 року Центром громадського здоров'я (ЦГЗ) зареєстровано майже 4,9 тисячі випадків захворювання на кашлюк, що може вважатися початком епідемії. За думкою фахівців ЦГЗ це пов'язано напряму із зменшенням рівня вакцинації.

## Актуальність
За оцінками, щорічна захворюваність на кашлюк у всьому світі становить 48,5 млн випадків, а показник смертності — майже 295 тисяч смертей на рік. Летальність серед немовлят у країнах з низьким рівнем доходу може досягати 4 %.
У багатьох країнах розвиненої економіки відсоток людей, вакцинованих проти кашлюку, за останні 4 десятиліття знизився до менше 30 %. Це зниження призвело до тисяч нещодавно зареєстрованих випадків захворювання, причому рівень захворюваності наближається до рівня довакцинальної ери. Такі епідемії нещодавно мали місце у Швеції, Канаді та Німеччині. За даними CDC у США за 2023 рік захворюваність зросла в 4,5 рази порівняно з попереднім роком. Вважається, що за останнє десятиліття в Африці від кашлюку померло майже 300 тисяч осіб.

## Етіологія
Збудник кашлюку — Bordetella pertussis (паличка Борде-Жангу, названа так на честь бельгійського науковця Ж. Борде і французького — О. Жангу, які вперше її описали в 1906 році).

### Морфологічні особливості
B. pertussis є паличкоподібними бактеріями овоїдної форми. Факультативні аероби. Мають розмір 0,2-0,5{\displaystyle \times }1-1,2 мкм. У мазках розташовані поодиноко, проте іноді утворюють пари. Спор не породжують, мають капсулу, нерухливі, грам-негативні.

### Стійкість
Збудник нестійкий у довкіллі. При розсіяному сонячному світлі гинуть через 2 години, а від прямого сонячного світла — через 1 годину, УФ-випромінення вбиває їх за декілька хвилин. Чутливі до дезінфікуючих засобів у звичайних концентраціях. За температури 56 — 60 °C гинуть через 10 — 15 хвилин, хоча бувають штами, які витримують таку температуру протягом 30 — 40 хвилин. Оптимальна температура зростання 35 — 37 °C, pH 6,8 — 7,4. При низьких температурах (нижче 25 — 28 °C) дисоціюють в авірулентні безкапсульні R-форми. У висушеному харкотинні гинуть через декілька годин, малочутливі до деяких антибіотиків, особливо до пеніциліну.

### Умови культивування
Збудник вибагливий до поживного середовища, не росте на МПА та МПБ. Для росту цих бактерій обов'язково повинні бути 3 амінокислоти: пролін, цистеїн і глутамінова кислота. У процесі культивування бордетел вони починають накопичувати метаболіти, такі як ненасичені жирні кислоти, сульфіди, перекисні сполуки, що може призупинити ріст бактерій. Щоб уникнути цього, поживні середовища, у яких культивують бордетел, повинні містити речовини із адсорбуючою здатністю, наприклад кров, активоване вугілля, альбумін тощо. Для цього використовують спеціальні поживні середовища: середовище Борде — Жангу (картопляно-гліцериновий агар із 25 % кров'ю), казеїново-вугільний агар (КВА) або молочно-кров'яний агар. Для пригнічення сторонньої мікрофлори, до середовища додають пеніцилін або цефалексин.
Перші колонії з'являються через 3 — 4 доби. Ростуть повільно. Через 72 години на поверхні середовища з'являються дрібні (до 1 — 4 мм у діаметрі), гладкі, блискучі, куполоподібні прозорі, сіруватого відтінку колонії, схожі на крапельки ртуті, в'язкої консистенції. Навколо себе колонії утворюють зону слабкого гемолізу.

### Ферментативна здатність
Збудник має низьку ферментативну активність. Він не ферментує вуглеводи, не розріджує желатин, не утворює індол чи сульфідну кислоту, але утворює оксидазу.

## Епідеміологічні особливості

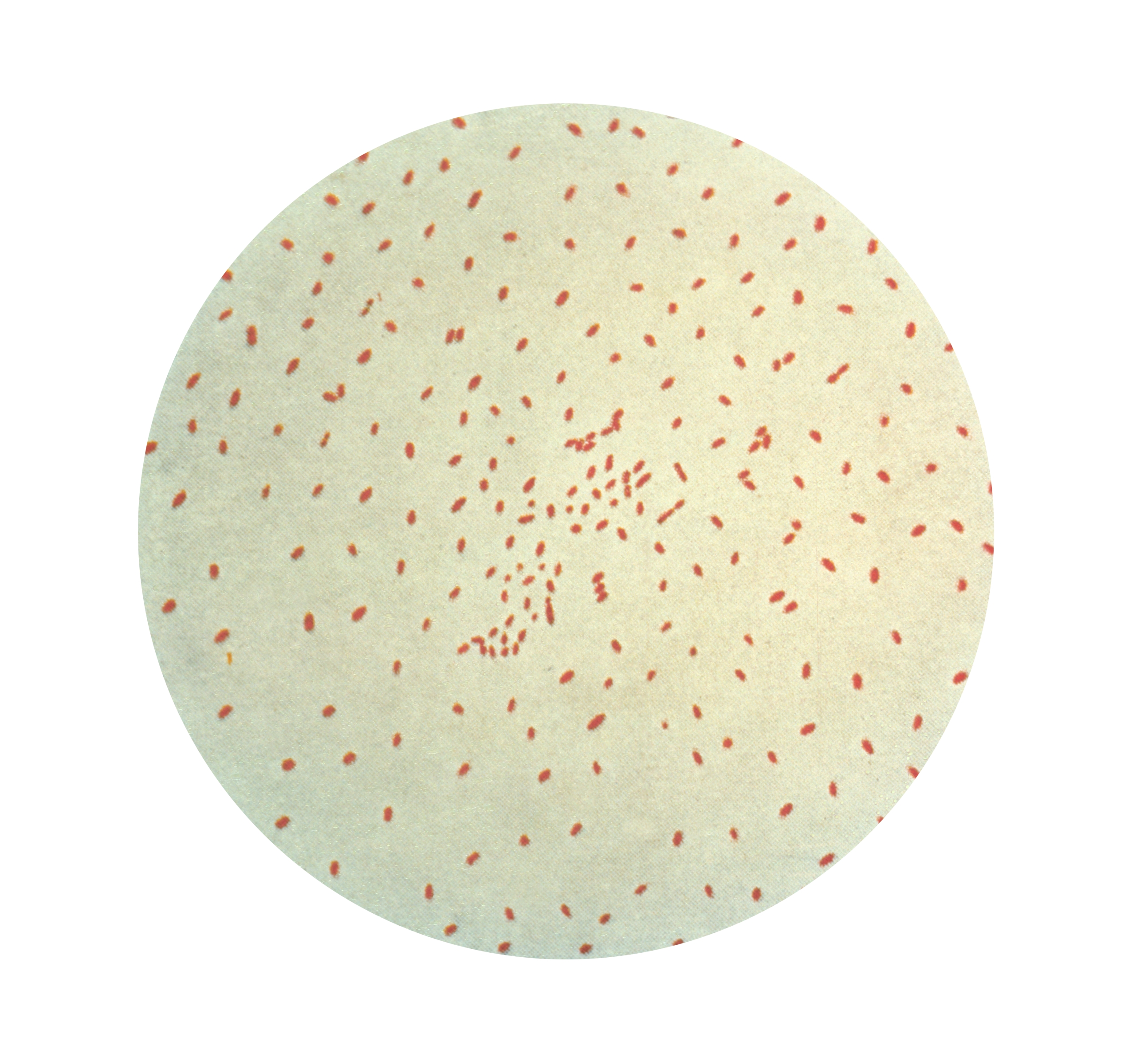
Bordetella pertussis під мікроскопом

Збудник передається повітряно-крапельним механізмом передачі інфекції під час кашлю, чхання хворого. Контагіозність (імовірність зараження при контакті з хворим) є дуже високою — становить до 80-90 %. Вона найвища у перші 3 тижні захворювання під час катарального періоду та на початку спазматичного кашлю. Хворі виділяють збудника переважно до 28–30-го дня хвороби, але іноді й довше. При лікуванні антибіотиками контагіозність пацієнта втрачається раніше. Іноді виділення збудника відбувається бактеріоносіями.
Кашлюк традиційно вважають дитячою хворобою (близько половини усіх випадків припадає на дітей до 2 років). Після перенесеного захворювання утворюється стійкий імунітет. Повторне захворювання (в разі його виникнення) має переважно легший перебіг, і нерідко при цьому кашлюк навіть не діагностують. Також від хвороби немає вродженого, обумовленого материнськими антитілами, імунітету.
Захворювання може набувати епідемічного характеру.
У 1937 році досліджено й виділено мікроорганізм, подібний за природою на бактерію кашлюку — Bordetella parapertussis (паракашлюкова паличка), яка спричинює паракашлюк, який перебігає загалом легше за кашлюк.

## Патогенез
Збудник поширюється аерозольними краплями, які утворюють під час кашлю хворі, прикріплюючись до миготливого респіраторного епітелію та пошкоджуючи його. B. pertussis розмножується на респіраторному епітелії, починаючи з носоглотки і закінчуючи переважно бронхами та бронхіолами. Найбільша інтенсивність розмноження спостерігається у ділянці рефлексогенних кашльових зон, які розміщені в задній стінці глотці, голосовій щілині, трахеї та плеврі. Бактеріємії і проникнення збудника в різні органи і тканини при коклюші не буває. Кардинальні клінічні прояви захворювання обумовлені токсином, який утворює збудник. Він спричинює значне подразнення нервових рецепторів слизової оболонки дихальних шляхів, що ініціює кашльовий рефлекс. Невпинний потік нервових імпульсів, який йде від рецепторів слизової оболонки дихальних шляхів під дією токсину, призводить до виникнення в центральній нервовій системі стійкого вогнища збудження дихального центру. Пароксизми спазматичного кашлю відбуваються не тільки через імпульси з боку дихальних шляхів, але й внаслідок подразнення рецептивних ділянок, які не стосуються кашльового рефлексу (як от при огляді ротоглотки, ін'єкціях, сильних звуках, дії надмірного світла тощо). Пароксизми спазматичного кашлю можуть відбуватися тривало після ліквідації інфекційного процесу в дихальній системі. Внаслідок таких частих тривалих пароксизмів кашлю, а також порушень кровообігу в легеневій системі страждає вентиляція легень, що призводить до гіпоксемії та гіпоксії, які зумовлюють порушення нервової системи, як от судоми. Нестача кисню у тканинах, зміна окисних процесів призводять до появи ацидозу. Пробки слизу разом із загиблими клітинами закривають просвіт бронхіол, що зумовлює розвиток ателектазів і вторинних бактеріальних ускладнень. Під час хвороби, найбільше у дітей першого року життя, зменшується неспецифічна резистентність організму, формуються порушення травлення і гіповітамінози, через що можуть відбуватися загострення та генералізація багатьох хвороб, у тому числі й туберкульозу.

## Клінічні прояви
Інкубаційний період триває 5–21 днів (зазвичай 7–14 днів). Клінічні форми захворювання за тяжкістю перебігу:
- легка
- середньої тяжкості
- тяжка

### Катаральний період
Після інкубації настає катаральний період, який триває від 3 до 14 днів. Проявляється характерний сухим кашлем, нежитем, підвищенням температури тіла до 37,5–38 °. Самопочуття пацієнта або не
порушено зовсім, або незначно змінюється.

### Спазматичний період
Перехід у другий період — спазматичного кашлю йде поступово. У наступні дні кашель посилюється, переходить у конвульсивний: напади кашлю закінчуються виділенням в'язкого мокротиння, іноді — блюванням, яке не відбувається в легких випадках. Під час тяжких тривалих нападах кашлю мокротиння може містити домішки крові. Напад може виникнути раптово або ж після нетривалих провісників (аури): відчуття першіння, тиску у грудній клітці, занепокоєння. Кашель виникає переважно в нічні години, що разом із блюванням є характерними особливостями кашлюку. Напад при кашлюку — це серія нетривалих кашльових поштовхів, які йдуть безпосередньо один за одним не маючи зупинки під час видиху, потім хворий робить глибокий судомноподібний вдих, який за рахунок спазматичного звуження голосової щілини йде з притаманним високим звуком, який описується як реприз, після якого напад триває з такими же кашльовими поштовхами зі свистячим вдихом надалі. Протягом одного нападу кашлю можуть виникнути кілька репризів. Чим тяжчою є клінічна форма кашлюку, тим напади кашлю тривають довше і, відповідно, тим більша кількість репризів відбувається. Під час нападу кашлю пацієнт має характерний вигляд: шкіра обличчя червоніє або, іноді, синіє, відбувається набухання шийних вен, з'являється сльозотеча, кровоносні судини кон'юнктиви відчутно розширюються, язик вилазить назовні, а його кінчик загинається догори. Під час дуже тяжкого нападу можуть мимовільно відходити кал і сеча.
Напади кашлю досягають максимуму наприкінці 2-го тижня хвороби, згодом поступово стихають. Цей період триває 2–8 тижнів і довше. Під час кашлю можуть утворюватись крововиливи під шкіру повік, в кон'юнктиву ока, бувають кровотечі з носа, зовнішніх слухових проходів тощо. Під час огляду ротоглотки на вуздечці язика іноді помітно ранку, яка швидко покривається білим нашаруванням. Вона виникає внаслідок механічного тертя вуздечки гострими краями нижніх різців під час нападів кашлю. Існує великий ризик виникнення порушення мозкового кровообігу. Внаслідок того, що на висоті кашлю відбувається реприз, це йде із затримкою дихання, дитина може померти від цього. Такий стридорозний кашель з репризами є патогномонічним симптомом хвороби.
У дітей молодше одного року кашель може бути невеликим або взагалі відсутнім, а замість нього відбувається зупинка дихання. Дорослі, які хворіють на кашлюк, іноді кашляють настільки інтенсивно, що у 4 % пацієнтів ламаються ребра. Навіть за наявності
частих нападів кашлю під час неускладненого кашлюку між нападами загальне самопочуття у більшості пацієнтів не порушується. Температура тіла, яка незначно підвищена в катаральному періоді, до початку спазматичного періоду в більшості пацієнтів зменшується до нормальної і лише в деяких є субфебрилітет. Виразна гарячка у цьому періоді як правило свідчить про наявність ускладнення. Під час дослідження легень часто знаходять ознаки емфіземи, тимпанічний або коробковий відтінок перкуторного звуку. Під час аускультації вислуховують сухі та незвучні вологі хрипи.
Перебіг кашлюку може ускладнюватися, найчастіше, запаленням легень. Також можливі зрідка:
- Гіпоксична енцефалопатія
- Гострий середній отит
- Активізація туберкульозу легень
- Носова кровотеча, кровохаркання
- Судоми
- Церебральний параліч
- Кома

### Період реконвалесценції
Поступово кашель слабшає, напади стають рідшими й не такими тривалими, настає період реконвалесценції (видужання). Мокротиння стає слизисто-гнійним. Поступово зникають усі прояви захворювання. Цей період триває 2–4 тижні. Зрештою загальна тривалість усіх періодів хвороби буває 5 — 12 тижнів. Іноді процес затягується й довше.

### Особливості клінічного перебігу у вакцинованих
У щеплених хвороба здебільшого перебігає в легкій і стертій формах, менш виразні гематологічні зрушення в клінічному аналізі крові, ускладнення бувають зрідка, перебіг і завершення захворювання сприятливіші.

### Особливості клінічного перебігу у дітей грудного віку
У них кашлюк має низку особливостей: є скорочення інкубаційного та катарального періодів. Часто катаральний період зовсім пропадає і судомний кашель прогресує вже з перших днів хвороби. Напади кашлю у грудних дітей не йде з репризами здебільшого. Рідко спостерігаються блювання, геморагічні прояви та набряки. Кашльові напади кашлю нерідко призводять до апное. Часто відзначається виразний ціаноз, затемнення свідомості, є напади епілептіформних судом, судорожні сіпання мімічної мускулатури.
Часто бувають певні ускладнення — бронхіти та бронхопневмонії. Протяжність спазматичного періоду може тривати 2–3 місяці.

## Діагностика
Клінічний випадок кашлюку визначається за наявності:
- Гостре захворювання з кашлем, яке триває щонайменше 14 днів у хворого з принаймні одним характерним проявом кашлюку (тобто нападоподібний кашель, посткашльове блювання або крик на вдиху).
- Кашель, який триває принаймні 14 днів під час спалаху.

Підтверджений випадок кашлюку визначається як:
- Будь-яка хвороба з кашлем, коли Bordetella pertussis була ізольована та культивована.
- Випадок, який відповідає визначенню клінічного випадку, підтвердженим результатами полімеразної ланцюгової реакції (ПЛР) або встановленим епідеміологічним зв'язком із підтвердженим лабораторно випадком кашлюку.

Основним напрямком лабораторної діагностики та золотим стандартом її при кашлюку є отримання від хворого позитивної бактеріологічної культури (посіву) збудника. Зразок посіву слід отримати протягом перших 2 тижнів кашлю. B. pertussis росте виключно в респіраторному епітелії, тому посівний зразок слід отримати за допомогою глибокої назофарингеальної аспірації або тримаючи гнучкий тампон (з дакроном або альгінатом кальцію) у задній частині носоглотки пацієнта протягом 15-30 секунд або ж до появи кашлю. Спеціальні поживні середовища для бактеріологічного посіву — агар Регана-Лоу або Борде-Жангу та модифіковане середовище Стейнера-Шолте. Збудник коклюша зазвичай виростає через 3-4 дні. Однак результати посіву не можна вважати негативними на кашлюк аж до закінчення 10 днів спостереження за засіяним середовищем. Результати бактеріологічного посіву можуть бути негативними у пацієнтів, які раніше були імунізовані, отримували антибактерійну терапію або кашляли більше 3 тижнів. Негативний результат посіву не виключає діагноз кашлюку.
Для ПЛР-тестування зразки з носоглотки слід брати впродовж перших трьох тижнів від початку кашлю. Рекомендується поєднання посіву та ПЛР-аналізу, якщо у пацієнта кашель триває довше 3 тижнів. Переваги ПЛР-тестів включають більшу чутливість, більш швидку доступність результатів і використання на пізнішому етапі захворювання або після антибактеріальної терапії, оскільки тести не ґрунтуються на ізоляції життєздатних організмів. Їхнє використання обмежене відсутністю стандартизації та неповним розумінням кореляції між результатами цих тестів і клінічним перебігом хвороби.
У XXI столітті рекомендується підтвердження за допомогою твердофазного імуноферментного аналізу (ІФА / ELISA) перед оголошенням можливої епідемії. Багато хто вважає серологічне дослідження за допомогою ІФА золотим стандартом лабораторної діагностики.
CDC рекомендує комбінацію посіву та ПЛР-аналізу, якщо у пацієнта кашель триває довше 3 тижнів.
Однак лабораторне підтвердження коклюшу складне і тривале. Тому клініцистам потрібно встановити діагноз коклюшу, підозрюваного у пацієнтів з інтенсивним пароксизмальним кашлем, післякашльовим блюванням, неповною або відсутньою вакцинацією проти коклюшу в анамнезі та лімфоцитозом при дослідженні клінічного аналізу крові.
Серологічні тести на титри антитіл потрібно проводити в динаміці (парні сироватки) з різницею в 1-2 тижні, тому вони зазвичай не є корисними для ранньої діагностики. Визначення антитіл IgG до збудника кашлюку не несе діагностичного сенсу у новонароджених та немовлят, тому що відсутні дані референтних значень рівня антитіл у цій групі. А у старших дітей та дорослих наявність таких антитіл може бути наслідком перенесеної хвороби чи вакцинації. У випадку того, що хворий не був вакцинований проти кашлюка впродовж останніх 12–24 місяців, то підвищений титр IgG в єдиній пробі, взятій впродовж 2-8 тижнів від початку кашлю, підтверджує факт свіжого інфікування.
Центри з контролю та профілактики захворювань у США (CDC) також ще проводять характеристику ізолятів збудників кашлюку за допомогою серологічних і молекулярних методів субтипування для розшифрування спалаху. Лабораторне обстеження проводиться тільки за попереднім зверненням до коклюшно-дифтерійної лабораторії із зазначенням причини надання послуги. CDC не рекомендує використання прямого флуоресцентного аналізу назофарингеальних виділень. Хоча результати можуть бути доступні протягом декількох хвилин, це дослідження має низьку чутливість та специфічність.
При дослідженні клінічного аналізу крові у більшості пацієнтів спостерігаються значний лейкоцитоз і лімфоцитозом, ШОЕ залишається в нормі. Ці гематологічні зміни виявляються вже в катаральному періоді стадії і зникають після спазматичного періоду. Лейкоцитоз з абсолютним лімфоцитозом корелює з тяжкістю захворювання. Серед немовлят із підозрою на кашлюк абсолютна кількість лейкоцитів нижче 9,4×109/мкл корелює з негативним результатом специфічних досліджень на кашлюк. У дорослих, особливо тих, хто був вакцинований, лімфоцитоз зустрічається рідко.
Візуалізаційні дослідження зазвичай мало допомагають у діагностиці кашлюку, але їх слід проводити, коли є клінічні показання на основі фізикального обстеження або якщо зрозуміло, що пацієнт потребує додаткового кисню. Рентгенографія органів грудної клітки може показати підвищення прозорості легеневих полів, низьке стояння й сплющення діафрагми, збільшення тіні коренів обох легень, посилення легеневого малюнка, появу лінійних тяжів, інфільтрати або набряк із різним ступенем ателектазу. При подальшому перебігу хвороби, переважно на 5–7 тижні, утворюються інтенсивні тяжи, які тягнуться з кореня і поширюються загалом униз, до діафрагми. Іноді такі тяжи утворюють так званий базальний «трикутник Готхе» з вершиною у хребта, приблизно на рівні кореню легені й з основою на діафрагмі. Ці рентгенологічні зміни поступово зникають в стадії зворотного розвитку. Консолідація (ущільнення рентгенівського малюнку) свідчить про вторинну бактеріальну інфекцію або, рідше, про кашлюкову пневмонію. Іноді можна спостерігати пневмоторакс, пневмомедіастинум (потрапляння повітря у середостіння) або наявність повітря в м'яких тканинах.

## Лікування

### Загальні дії
Підтримуюча терапія є основою лікування пацієнтів з активним кашлюком. Цілі терапії включають обмеження кількості пароксизмів, спостереження за тяжкістю кашлю, надання невідкладної допомоги, коли це необхідно, і максимізацію харчування, відпочинку та відновлення. За необхідності слід забезпечити оксигенацію, дихальні процедури та механічну вентиляцію. Слід ретельно спостерігати за немовлятами на наявність апное, ціанозу або гіпоксії.
Госпіталізації підлягають: хворі з тяжкими формами; із загрозливими життю ускладненнями (порушення мозкового кровообігу та ритму дихання, із стійкою гіпоксемією під час пароксизмів кашлю, які потребують додаткового кисню); які мають непереборну нудоту та блювання; діти із затримкою розвитку до цього, судомами, енцефалопатією; із середньотяжкими формами з негладким перебігом, несприятливим преморбідним тлом, загостренням хронічних захворювань; діти раннього віку.
У госпіталізованих пацієнтів слід постійно контролювати частоту серцевих скорочень, дихання та ступінь насичення киснем, особливо під час тривалих пароксизмів кашлю. Необхідно реєструвати частоту кашлю, годування, блювання та зміни ваги; оцінювати гідратацію та стан харчування маленької хворої дитини.
За епідеміологічними показниками госпіталізують дітей із закритих дитячих установ (незалежно від тяжкості захворювань) і сімейних осередків.
Тих хворих, які лікуються вдома, слід часто амбулаторно оглядати. Частота спостереження повинна бути індивідуальна, виходячи з віку пацієнта, тяжкості захворювання та наявності супутніх хвороб.
Ліжковий режим призначається тільки за наявності гарячки і тяжких ускладнень. Режим має бути охоронним. Увагу слід приділяти організації дозвілля пацієнтів, різних відволікаючих занять, ігор тощо. Мають бути виключені різні подразники — емоційні, фізичні, здатні спровокувати кашльові напади. У теплу пору року бажано перебування пацієнтів на свіжому повітрі за можливістю
впродовж всього дня. У осінньо-зимовий період прогулянки мають бути обмеженішими, при цьому їх не слід здійснювати при температурі повітря нижче –10 °C і сильному вітрі. Температура в кімнаті, в якій знаходиться хворий, не
має перевищувати 21–23 °C. Необхідно також забезпечити ретельне, постійне провітрювання цього приміщення.
Дієта — збагачена вітамінами, яка відповідає віку. Пацієнтів з тяжкими формами захворювання рекомендовано годувати частіше, з меншими інтервалами, ніж здорових дітей відповідного віку, і меншими порціями. Продукти харчування хворого на кашлюк дитини мають бути напіврідкими. Після блювання дітей догодовують через 20-30 хвилин. Дітям, які не переносять годування через рот, може знадобитися внутрішньовенне введення рідини і парентеральних сумішів.

### Антибактеріальна терапія
Етіотропна терапія — призначення антибактерійних препаратів (макроліди, напівсинтетичні пеніциліни, цефалоспорини III покоління, деякі сульфаніламіди). Хоча вони, розпочаті під час пароксизмальної стадії, не впливають на тривалість і тяжкість захворювання, проте можуть прискорити загибель B. pertussis у дихальних шляхах і зменшити ступінь заразності пацієнта. Такі препарати можуть запобігти або полегшити вторинну бактеріальну інфекцію. Для пацієнтів будь-якого віку перевага віддається азитроміцину. Еритроміцин і кларитроміцин не рекомендуються немовлятам молодше 1 місяця, оскільки їхнє застосування пов'язане з підвищеним ризиком розвитку інфантильного гіпертрофічного пілоростенозу. Азитроміцин є рекомендованим засобом для наймолодших пацієнтів, хоча він також несе певний ризик розвитку цього ускладнення. Пацієнти віком від 2 місяців із підвищеною чутливістю до макролідів можуть лікуватися сульфаметоксазол/триметопримом. Препаратами другого ряду при кашлюку у дітей рекомендовані ампіцилін, амоксицилін або ко-тримоксазол. Після 4 тижнів хвороби використання антибіотиків при неускладненому перебігу є недоцільним.
Дітям до 8 років призначають азитроміцин у дозі 10 мг/кг маси тіла 1 раз на добу протягом 3 діб (курсове дозування 30 мг/кг). Дітям 8-12 років по 250 мг 1 раз на добу протягом 3 діб. Хворим від 13 років по 500 мг 1 раз на добу протягом 3 діб. За тяжкого перебігу тривалість курсу може бути більшою.
Збільшення з початку XXI століття частоти легкого та стертого клінічного перебігу кашлюку не вимагає призначення антибіотиків усім захворілим дітям. Воно може бути здійснене за такими показаннями:
- вік хворого до 5 років;
- тяжкий та ускладнений клінічний перебіг кашлюку;
- наявність фонових хвороб, які потребують призначення антибіотиків.

До груп ризику при коклюші, які потребують антибіотикотерапії, відносять:
- дітей 1-го року життя, найбільше перших 3-х місяців життя;
- дітей із хронічними хворобами як-от муковісцидоз;
- дітей з імунодефіцитами;
- вагітних 3-го триместру вагітності.

### Патогенетична терапія
Антикашлюковий імуноглобулін хоча є ще досліджуваним продуктом, вважається таким, який може бути ефективним у зменшенні пароксизмів кашлю, але це потребує подальшої оцінки.
Препарати, які заспокоюють кашель, протисудомні препарати, загальнозаспокійливі засоби. Не існує ефективних методів боротьби з кашлем на тлі кашлюку.
Використання кортикостероїдів, сальбутамолу та інших бета2-адренергічних препаратів для лікування коклюшу не підтримується даними контрольованих досліджень.
Проводиться відсмоктування слизу з верхніх дихальних шляхів, аерозольна терапія, фізіотерапія, масаж, дихальна гімнастика.
У періоді реконвалесценції — препарати, які сприяють підвищенню рівня неспецифічної реактивності організму (препарати ехінацеї, настоянка елеутерококу тощо), курсом від 1 до 8 тижнів, вітамінно-мінеральні комплекси.

## Профілактика
Запобіганням подальшого передавання кашлюка у популяції є рання ізоляція хворого до його повного видужання. Його ізолюють на 21 день або до 5-го дня після відміни антибіотика. Накладається карантин на 21 день для дітей, які були в контакті з хворим. Їх упродовж карантину оглядає медична сестра або лікар. Антибактерійна профілактика оточуючих хворого осіб, хоча її ефективність для чутливих осіб не визначена, однак рекомендована в разі тісних побутових контактів. Вона включає азитроміцин 5 днівВ
Профілактика шляхом активної імунізації залишається найкращим захистом у боротьбі з кашлюком. Використовується протикашлюкова вакцина, яка є двох видів: цельноклітинна, яка являє собою суспензію першої фази коклюшних бактерій, і безклітинна (ацелюлярна), яка містить основні антигени коклюшної бактерії (анатоксин, гемаглютинін і пертактин). Коклюшна вакцина застосовується разом з дифтерійним та правцевим анатоксинами (вакцина АКДС), або в складі 5-ти чи 6-ти валентних комбінованих вакцин.
Однак, оскільки майже всі летальні випадки кашлюку виникають у немовлят, які занадто малі для імунізації, необхідно досліджувати нові стратегії захисту цих пацієнтів. Варіантом може бути імунізація новонароджених безклітинною кашлюковою вакциною. Проте немає ще кінцевих висновків щодо імуногенності вакцини у новонароджених та можливості індукції толерантності до кашлюкових антигенів B.
Однією з цілей програми вакцинації від кашлюку, крім безпосереднього зниження захворюваності та тяжкості перебігу хвороби, є убезпечення від можливого контакту зі збудником немовлят, нещеплених за віком.
Рання вакцинація жінок у третьому триместрі вагітності призводить до ефективної трансплацентарної передачі антитіл, які створилися внаслідок вакцинації, від матері до немовляти. Антитіла зберігаються доти, доки дитині не можна буде розпочати активну імунізацію у віці 3 місяців.
Цільноклітинна вакцина, яка використовувалася з 1940-х до середини 1990-х років у Сполучених Штатах Америки і з 1940-х до 1980-х років у Європі, складалася з цілої клітини з ендотоксином, яку вводили у 4 дозах. Близько 80 % реципієнтів отримали ефективний захист за допомогою цього режиму. Дві дози забезпечили певний імунітет, тоді як 1 доза формувала слабкий захист. Встановлено, що приблизно у 50 % пацієнтів, які отримали вакцину, спостерігалася місцева реакція на неї, у 1 пацієнта з 1750 був судомний напад без температури, а у 10,5 пацієнтів на мільйон розвинувся енцефаліт; разом з тим стійке пошкодження головного мозку було рідкісним. Занепокоєння щодо побічних ефектів з боку ЦНС є основною причиною, чому багато людей вирішили зрештою не вакцинуватися цією вакциною.
У XXI столітті рекомендована вакцинація безклітинною (ацелюлярною) кашлюковою вакциною плюс дифтерійний і правцевий анатоксини (DTaP) у віці 2, 4, 6 і 15-18 місяців і у віці 4-6 років. Бустерна доза Tdap (DTaP не рекомендована дітям віком від 7 років) рекомендована замість 1 бустерної дози дифтерійно-правцевого анатоксину (Td) віком від 19 років. В ідеалі Tdap рекомендовано до вагітності, але можна вводити й після 20 тижнів вагітності. Крім того, CDC рекомендує всім дорослим отримати 1 дозу Tdap, щоб зменшити передачу кашлюку дітям. Після імунізації безклітинною вакциною гарячка спостерігається у 3-5 % пацієнтів, постійний плач у 12 пацієнтів на 100 000, фебрильні судоми у 5 пацієнтів на 100 000, афебрильні судоми у 2 пацієнтів на 100 000 і епізоди гіпореактивності у 5 пацієнтів на 100 000. Про тяжкі неврологічні наслідки не повідомлялося. Рандомізоване контрольоване дослідження Pitisuttithum та ін., яке охоплювало 450 підлітків, повідомило, що моновалентна та комбінована рекомбінантна ацелюлярна кашлюкова вакцина, яка містить PTgen, спричинила більші та стійкіші відповіді вироблення антитіл порівняно з Tdap.
Активна імунізація дітей починається у 5–7 місяців, потім через 9–12 місяців, далі кожні 2–3 роки до 14 років. Імунітет після одноразового щеплення нестійкий і потребує повторної вакцинації. Опубліковане у 2018 році мета-дослідження безклітинної вакцини від кашлюку оцінює ефективність початкової серії щеплень у 91 % зі спадом ефективності в 9,6 % щороку, ефективність повторної вакцинації в підлітковому віці оцінюють у 70 % зі спадом ефективності в 45,3 % щороку. Таким чином, закінчена на другому році життя імунізація забезпечує досить високий рівень захисту до 4-6 років, але ефект від ревакцинації в старшому віці втрачається дуже швидко.